# Championnat du monde féminin de handball 2015
Cet article traite du championnat féminin 2015. Pour le championnat masculin, voir Championnat du monde masculin de handball 2015.
Navigation
Serbie 2013 Allemagne 2017
La 22e édition du championnat du monde féminin de handball est organisée par le Danemark du 5 au 20 décembre 2015 en collaboration avec la Fédération internationale de handball (IHF) et la Fédération danoise de handball. C'est la deuxième fois qu'un championnat du monde se déroule dans ce pays.
Les Brésiliennes, tenantes du titre et invaincues en phase de groupe, ne passent pas le cap des huitièmes de finale, éliminées par les Roumaines. Au tour suivant, celles-ci font chuter les Danoises qui évoluaient pourtant devant leur public (31-30), avant d'elles-mêmes chuter face aux Norvégiennes (33-35), de retour au plus haut niveau après la déception de 2013. La Norvège rencontre en finale les Pays-Bas, équipe surprise de la compétition, qui ont successivement éliminé la Serbie, la France et la Pologne pour atteindre leur première finale mondiale. La Norvège s'impose largement en finale par 31 buts à 23 et devient championne du monde pour la troisième fois. La médaille de bronze est remportée par la Roumanie grâce notamment à Cristina Neagu qui termine meilleure buteuse, est élue meilleure joueuse et sera élue meilleure handballeuse de l'année 2015.

## Présentation

### Choix du pays hôte
Le Danemark a été désigné en tant que pays hôte le 27 janvier 2011.

### Qualifications
Les 24 participants sont désignés au moyen des compétitions continentales de l'année 2014 et de tournois de qualification en Europe en 2015. Le pays organisateur, l'Allemagne, ainsi que la tenante du titre, la Norvège, sont qualifiés d'office.

Pays en compétition. Carte colorée selon les continents.

| Continent         | Nombre | Moyen de qualification             | Date             | Qualifié(s)                                                                        |
| ----------------- | ------ | ---------------------------------- | ---------------- | ---------------------------------------------------------------------------------- |
| -                 | 1      | Organisateur                       | 27 janvier 2011  | Danemark                                                                           |
| -                 | 1      | Tenant du titre                    | 22 décembre 2013 | Brésil                                                                             |
| Afrique (CAHB)    | 3      | Championnat d'Afrique 2014         | 25 janvier 2014  | Tunisie, RD Congo et Angola                                                        |
| Europe (EHF)      | 3      | Championnat d'Europe 2014          | 21 décembre 2014 | Norvège                                                                            |
| Europe (EHF)      | 9      | Tournois qualificatifs européens   | 14 juin 2015     | Espagne, France, Hongrie, Monténégro, Pays-Bas, Pologne, Roumanie, Russie et Suède |
| Asie (AHF)        | 3      | Championnat d'Asie 2015            | 23 mars 2015     | Corée du Sud, Japon et Chine                                                       |
| Amériques (PATHF) | 3      | Championnat panaméricain 2015      | 28 mai 2015      | Cuba, Argentine et Porto Rico                                                      |
| Monde (IHF)       | 1      | Tournoi qualificatif international | 17 juin 2015     | Kazakhstan                                                                         |
| Monde (IHF)       | 2      | Équipes invitées                   | 22 juin 2015     | Allemagne et Serbie                                                                |

#### Tournois qualificatifs européens
Les résultats des Tournois qualificatifs européens (en) sont :

| Équipe 1   | Score | Équipe 2     | Aller | Retour |
| ---------- | ----- | ------------ | ----- | ------ |
| France     | 54–41 | Slovénie     | 27–20 | 27–21  |
| Allemagne  | 46–49 | Russie       | 20–22 | 26–27  |
| Serbie     | 54–56 | Roumanie     | 26–32 | 28–24  |
| Pays-Bas   | 56–48 | Rép. tchèque | 33–23 | 23–25  |
| Ukraine    | 40–54 | Pologne      | 18–24 | 22–30  |
| Monténégro | 47–38 | Islande      | 28–19 | 19–19  |
| Autriche   | 44–74 | Hongrie      | 20–33 | 24–41  |
| Espagne    | 45–39 | Slovaquie    | 25–19 | 20–20  |
| Croatie    | 44–51 | Suède        | 23–24 | 21–27  |

#### Tournoi qualificatif international
Entre le 15 et le 17 juin, un tournoi dispense la dernière place qualificative entre 4 nations, l'Australie, le Congo, le Kazakhstan et le Mexique. 
Le  Kazakhstan, vainqueur de ses trois matchs (36–24 contre le Congo, 26–20 contre le Mexique et 32–21 contre l'Australie) obtient sa qualification.

#### Équipes invitées
Le 20 juin 2015, l'IHF a décidé d'attribuer deux invitations (Wild-cards) à deux équipes :
- Allemagne
- Serbie

### Lieux de la compétition
Les lieux de la compétition ont été annoncés le 7 juin 2014 :
- la Jyske Bank Boxen à Herning a accueilli la finale, les deux demi-finales, deux quarts de finale, trois huitièmes de finale et le groupe du Danemark ;
- la TRE-FOR Arena de Kolding a accueilli deux quarts de finale, trois huitièmes de finale et le groupe de l'Allemagne voisine ;
- l'Arena Nord de Frederikshavn et la nouvelle salle de Næstved ont accueilli un huitième de finale et un groupe chacun.

| Frederikshavn                         | Næstved                                   | \| Frederikshavn Herning Kolding Næstved \| |
| Arena Nord Capacité : 2 800 places    | Næstved Arena Capacité : 3 500 places     | \| Frederikshavn Herning Kolding Næstved \| |
| Kolding                               | Herning                                   | \| Frederikshavn Herning Kolding Næstved \| |
| TRE-FOR Arena Capacité : 5 000 places | Jyske Bank Boxen Capacité : 12 500 places | \| Frederikshavn Herning Kolding Næstved \| |
| Frederikshavn Herning Kolding Næstved |                                           |                                             |

## Tour préliminaire

### Modalités
Les 24 équipes sont réparties dans 4 poules de 6 équipes. La victoire vaut 2 points, un nul, 1 point, et aucun pour une défaite. Les quatre premiers sont qualifiés pour les huitièmes de finale et les deux derniers sont éliminés

### Poule A
|   | Équipe     | Pts | J | G | N | P | Bp  | Bc  | Diff |
| - | ---------- | --- | - | - | - | - | --- | --- | ---- |
| 1 | Monténégro | 9   | 5 | 4 | 1 | 0 | 149 | 113 | 36   |
| 2 | Hongrie    | 8   | 5 | 4 | 0 | 1 | 146 | 121 | 25   |
| 3 | Danemark   | 6   | 5 | 3 | 0 | 2 | 136 | 111 | 25   |
| 4 | Serbie     | 5   | 5 | 2 | 1 | 2 | 144 | 132 | 12   |
| 5 | Japon      | 2   | 5 | 1 | 0 | 4 | 108 | 128 | -20  |
| 6 | Tunisie    | 0   | 5 | 0 | 0 | 5 | 108 | 182 | -74  |

| 5 déc. - 15h45  | Monténégro | 28 | 28 | Serbie     |
| 5 déc. - 18h00  | Hongrie    | 39 | 20 | Tunisie    |
| 5 déc. - 20h45  | Danemark   | 30 | 21 | Japon      |
| 6 déc. - 16h15  | Japon      | 23 | 29 | Monténégro |
| 6 déc. - 18h30  | Serbie     | 26 | 32 | Hongrie    |
| 6 déc. - 20h45  | Tunisie    | 20 | 32 | Danemark   |
| 8 déc. - 16h15  | Japon      | 31 | 21 | Tunisie    |
| 8 déc. - 18h30  | Monténégro | 32 | 15 | Hongrie    |
| 8 déc. - 20h45  | Danemark   | 29 | 20 | Serbie     |
| 9 déc. - 16h15  | Monténégro | 37 | 26 | Tunisie    |
| 9 déc. - 18h30  | Serbie     | 27 | 22 | Japon      |
| 9 déc. - 20h45  | Hongrie    | 29 | 22 | Danemark   |
| 11 déc. - 16h15 | Hongrie    | 31 | 21 | Japon      |
| 11 déc. - 18h30 | Tunisie    | 21 | 43 | Serbie     |
| 11 déc. - 20h45 | Danemark   | 21 | 23 | Monténégro |

### Poule B
|   | Équipe   | Pts | J | G | N | P | Bp  | Bc  | Diff |
| - | -------- | --- | - | - | - | - | --- | --- | ---- |
| 1 | Pays-Bas | 9   | 5 | 4 | 1 | 0 | 183 | 121 | 62   |
| 2 | Suède    | 9   | 5 | 4 | 1 | 0 | 192 | 134 | 58   |
| 3 | Pologne  | 6   | 5 | 3 | 0 | 2 | 135 | 135 | 0    |
| 4 | Angola   | 4   | 5 | 2 | 0 | 3 | 144 | 155 | -11  |
| 5 | Chine    | 2   | 5 | 1 | 0 | 4 | 141 | 180 | -39  |
| 6 | Cuba     | 0   | 5 | 0 | 0 | 5 | 123 | 198 | -75  |

| 5 déc. - 16h15  | Pays-Bas | 42 | 21 | Chine    |
| 5 déc. - 18h30  | Cuba     | 22 | 27 | Pologne  |
| 5 déc. - 20h45  | Suède    | 37 | 23 | Angola   |
| 6 déc. - 16h15  | Chine    | 39 | 30 | Cuba     |
| 6 déc. - 18h30  | Angola   | 24 | 37 | Pays-Bas |
| 6 déc. - 20h45  | Pologne  | 30 | 31 | Suède    |
| 8 déc. - 16h15  | Cuba     | 23 | 38 | Angola   |
| 8 déc. - 18h30  | Pologne  | 29 | 24 | Chine    |
| 8 déc. - 20h45  | Suède    | 28 | 28 | Pays-Bas |
| 9 déc. - 16h15  | Cuba     | 23 | 45 | Pays-Bas |
| 9 déc. - 18h30  | Angola   | 27 | 29 | Pologne  |
| 9 déc. - 20h45  | Suède    | 47 | 28 | Chine    |
| 11 déc. - 16h15 | Chine    | 29 | 32 | Angola   |
| 11 déc. - 18h30 | Pays-Bas | 31 | 20 | Pologne  |
| 11 déc. - 20h45 | Cuba     | 25 | 49 | Suède    |

### Poule C
|   | Équipe       | Pts | J | G | N | P | Bp  | Bc  | Diff |
| - | ------------ | --- | - | - | - | - | --- | --- | ---- |
| 1 | Brésil T     | 9   | 5 | 4 | 1 | 0 | 118 | 95  | 23   |
| 2 | France       | 7   | 5 | 3 | 1 | 1 | 121 | 91  | 30   |
| 3 | Allemagne    | 6   | 5 | 3 | 0 | 2 | 151 | 114 | 37   |
| 4 | Corée du Sud | 6   | 5 | 2 | 2 | 1 | 138 | 125 | 13   |
| 5 | Argentine    | 2   | 5 | 1 | 0 | 4 | 89  | 120 | -31  |
| 6 | RD Congo     | 0   | 5 | 0 | 0 | 5 | 78  | 150 | -72  |

| 5 déc. - 16h00  | Argentine    | 23 | 15 | RD Congo     |
| 5 déc. - 18h15  | France       | 30 | 20 | Allemagne    |
| 5 déc. - 20h30  | Brésil       | 24 | 24 | Corée du Sud |
| 7 déc. - 16h00  | RD Congo     | 11 | 26 | Brésil       |
| 7 déc. - 18h15  | Corée du Sud | 22 | 22 | France       |
| 7 déc. - 20h30  | Allemagne    | 33 | 13 | Argentine    |
| 8 déc. - 16h00  | Corée du Sud | 35 | 17 | RD Congo     |
| 8 déc. - 18h15  | France       | 20 | 12 | Argentine    |
| 8 déc. - 20h30  | Brésil       | 24 | 21 | Allemagne    |
| 10 déc. - 16h00 | Argentine    | 19 | 23 | Brésil       |
| 10 déc. - 18h15 | France       | 29 | 16 | RD Congo     |
| 10 déc. - 20h30 | Allemagne    | 40 | 28 | Corée du Sud |
| 11 déc. - 16h00 | Argentine    | 22 | 29 | Corée du Sud |
| 11 déc. - 18h15 | Brésil       | 21 | 20 | France       |
| 11 déc. - 20h30 | RD Congo     | 19 | 37 | Allemagne    |

### Poule D
|   | Équipe     | Pts | J | G | N | P | Bp  | Bc  | Diff |
| - | ---------- | --- | - | - | - | - | --- | --- | ---- |
| 1 | Russie     | 10  | 5 | 5 | 0 | 0 | 171 | 115 | 56   |
| 2 | Norvège    | 8   | 5 | 4 | 0 | 1 | 159 | 106 | 53   |
| 3 | Espagne    | 6   | 5 | 3 | 0 | 2 | 148 | 98  | 50   |
| 4 | Roumanie   | 4   | 5 | 2 | 0 | 3 | 150 | 116 | 34   |
| 5 | Porto Rico | 2   | 5 | 1 | 0 | 4 | 88  | 197 | -109 |
| 6 | Kazakhstan | 0   | 5 | 0 | 0 | 5 | 95  | 179 | -84  |

| 5 déc. - 16h00  | Roumanie   | 47 | 14 | Porto Rico |
| 5 déc. - 18h15  | Espagne    | 31 | 10 | Kazakhstan |
| 5 déc. - 20h30  | Norvège    | 25 | 26 | Russie     |
| 7 déc. - 16h00  | Kazakhstan | 20 | 36 | Roumanie   |
| 7 déc. - 18h15  | Russie     | 28 | 26 | Espagne    |
| 7 déc. - 20h30  | Porto Rico | 13 | 39 | Norvège    |
| 8 déc. - 16h00  | Russie     | 45 | 18 | Porto Rico |
| 8 déc. - 18h15  | Espagne    | 26 | 18 | Roumanie   |
| 8 déc. - 20h30  | Norvège    | 40 | 19 | Kazakhstan |
| 10 déc. - 16h00 | Kazakhstan | 19 | 42 | Russie     |
| 10 déc. - 18h15 | Espagne    | 39 | 13 | Porto Rico |
| 10 déc. - 20h30 | Roumanie   | 22 | 26 | Norvège    |
| 11 déc. - 16h00 | Porto Rico | 30 | 27 | Kazakhstan |
| 11 déc. - 18h15 | Roumanie   | 27 | 30 | Russie     |
| 11 déc. - 20h30 | Norvège    | 29 | 26 | Espagne    |

## Phase finale

### Tableau final
|  | Huitièmes de finale 13 & 14 décembre | Huitièmes de finale 13 & 14 décembre |          |                                    | Quarts de finale 16 décembre       | Quarts de finale 16 décembre |    |  | Demi-finales 18 décembre | Demi-finales 18 décembre |  |  | Finale 20 décembre | Finale 20 décembre |
|  | Huitièmes de finale 13 & 14 décembre | Huitièmes de finale 13 & 14 décembre |          |                                    | Quarts de finale 16 décembre       | Quarts de finale 16 décembre |    |  | Demi-finales 18 décembre | Demi-finales 18 décembre |  |  | Finale 20 décembre | Finale 20 décembre |
|  |                                      |                                      |          |                                    |                                    |                              |    |  |                          |                          |  |  |                    |                    |
|  | 13 décembre                          | 13 décembre                          |          |                                    | 16 décembre                        | 16 décembre                  |    |  | 18 décembre              | 18 décembre              |  |  | 20 décembre        | 20 décembre        |
|  | 13 décembre                          | 13 décembre                          |          |                                    | 16 décembre                        | 16 décembre                  |    |  | 18 décembre              | 18 décembre              |  |  | 20 décembre        | 20 décembre        |
|  | Pays-Bas                             | 36                                   |          |                                    | 16 décembre                        | 16 décembre                  |    |  | 18 décembre              | 18 décembre              |  |  | 20 décembre        | 20 décembre        |
|  | Pays-Bas                             | 36                                   |          |                                    | 16 décembre                        | 16 décembre                  |    |  | 18 décembre              | 18 décembre              |  |  | 20 décembre        | 20 décembre        |
|  | Serbie                               | 20                                   |          |                                    | 16 décembre                        | 16 décembre                  |    |  | 18 décembre              | 18 décembre              |  |  | 20 décembre        | 20 décembre        |
|  | Serbie                               | 20                                   | Pays-Bas | 28                                 |                                    |                              |    |  | 18 décembre              | 18 décembre              |  |  | 20 décembre        | 20 décembre        |
|  | 14 décembre                          |                                      | Pays-Bas | 28                                 |                                    |                              |    |  | 18 décembre              | 18 décembre              |  |  | 20 décembre        | 20 décembre        |
|  |                                      | France                               | 25       |                                    |                                    |                              |    |  | 18 décembre              | 18 décembre              |  |  | 20 décembre        | 20 décembre        |
|  | Espagne                              | France                               | 25       | 21                                 |                                    |                              |    |  | 18 décembre              | 18 décembre              |  |  | 20 décembre        | 20 décembre        |
|  | Espagne                              | 16 décembre                          |          | 21                                 |                                    |                              |    |  | 18 décembre              | 18 décembre              |  |  | 20 décembre        | 20 décembre        |
|  | France                               | 22                                   |          |                                    |                                    |                              |    |  | 18 décembre              | 18 décembre              |  |  | 20 décembre        | 20 décembre        |
|  | France                               | 22                                   | Pays-Bas | 30                                 |                                    |                              |    |  |                          |                          |  |  | 20 décembre        | 20 décembre        |
|  | 14 décembre                          |                                      | Pays-Bas | 30                                 |                                    |                              |    |  |                          |                          |  |  | 20 décembre        | 20 décembre        |
|  |                                      | Pologne                              | 25       |                                    |                                    |                              |    |  |                          |                          |  |  | 20 décembre        | 20 décembre        |
|  | Pologne                              | Pologne                              | 25       | 24                                 |                                    |                              |    |  |                          |                          |  |  | 20 décembre        | 20 décembre        |
|  | Pologne                              | 18 décembre                          |          | 24                                 |                                    |                              |    |  |                          |                          |  |  | 20 décembre        | 20 décembre        |
|  | Hongrie                              | 23                                   |          |                                    |                                    |                              |    |  |                          |                          |  |  | 20 décembre        | 20 décembre        |
|  | Hongrie                              | 23                                   | Pologne  | 21                                 |                                    |                              |    |  |                          |                          |  |  | 20 décembre        | 20 décembre        |
|  | 14 décembre                          |                                      | Pologne  | 21                                 |                                    |                              |    |  |                          |                          |  |  | 20 décembre        | 20 décembre        |
|  |                                      | Russie                               | 20       |                                    |                                    |                              |    |  |                          |                          |  |  | 20 décembre        | 20 décembre        |
|  | Russie                               | Russie                               | 20       | 30                                 |                                    |                              |    |  |                          |                          |  |  | 20 décembre        | 20 décembre        |
|  | Russie                               | 16 décembre                          |          | 30                                 |                                    |                              |    |  |                          |                          |  |  | 20 décembre        | 20 décembre        |
|  | Corée du Sud                         | 25                                   |          |                                    |                                    |                              |    |  |                          |                          |  |  | 20 décembre        | 20 décembre        |
|  | Corée du Sud                         | 25                                   | Pays-Bas | 23                                 |                                    |                              |    |  |                          |                          |  |  |                    |                    |
|  | 13 décembre                          |                                      | Pays-Bas | 23                                 |                                    |                              |    |  |                          |                          |  |  |                    |                    |
|  |                                      | Norvège                              | 31       |                                    |                                    |                              |    |  |                          |                          |  |  |                    |                    |
|  | Allemagne                            | Norvège                              | 31       | 22                                 |                                    |                              |    |  |                          |                          |  |  |                    |                    |
|  | Allemagne                            |                                      |          | 22                                 |                                    |                              |    |  |                          |                          |  |  |                    |                    |
|  | Norvège                              | 28                                   |          |                                    |                                    |                              |    |  |                          |                          |  |  |                    |                    |
|  | Norvège                              | 28                                   | Norvège  | 26                                 |                                    |                              |    |  |                          |                          |  |  |                    |                    |
|  | 14 décembre                          |                                      | Norvège  | 26                                 |                                    |                              |    |  |                          |                          |  |  |                    |                    |
|  |                                      | Monténégro                           | 25       |                                    |                                    |                              |    |  |                          |                          |  |  |                    |                    |
|  | Monténégro                           | Monténégro                           | 25       | 38                                 |                                    |                              |    |  |                          |                          |  |  |                    |                    |
|  | Monténégro                           | 16 décembre                          |          | 38                                 |                                    |                              |    |  |                          |                          |  |  |                    |                    |
|  | Angola                               | 28                                   |          |                                    |                                    |                              |    |  |                          |                          |  |  |                    |                    |
|  | Angola                               | 28                                   | Norvège  | 35                                 |                                    |                              |    |  |                          |                          |  |  |                    |                    |
|  | 13 décembre                          |                                      | Norvège  | 35                                 |                                    |                              |    |  |                          |                          |  |  |                    |                    |
|  |                                      | Roumanie                             | 33       |                                    |                                    |                              |    |  |                          |                          |  |  |                    |                    |
|  | Danemark                             | Roumanie                             | 33       | 26                                 |                                    |                              |    |  |                          |                          |  |  |                    |                    |
|  | Danemark                             |                                      |          | 26                                 |                                    |                              |    |  |                          |                          |  |  |                    |                    |
|  | Suède                                | 19                                   |          | Match pour la 3e place 20 décembre | Match pour la 3e place 20 décembre |                              |    |  |                          |                          |  |  |                    |                    |
|  | Suède                                | 19                                   | Danemark | Match pour la 3e place 20 décembre | Match pour la 3e place 20 décembre | 30                           |    |  |                          |                          |  |  |                    |                    |
|  | 13 décembre                          | 13 décembre                          | Danemark | 20 décembre                        | 20 décembre                        | 30                           |    |  |                          |                          |  |  |                    |                    |
|  | 13 décembre                          | 13 décembre                          |          | 20 décembre                        | 20 décembre                        | Roumanie                     | 31 |  |                          |                          |  |  |                    |                    |
|  | Brésil                               | 22                                   | Pologne  | 22                                 |                                    | Roumanie                     | 31 |  |                          |                          |  |  |                    |                    |
|  | Brésil                               | 22                                   | Pologne  | 22                                 |                                    |                              |    |  |                          |                          |  |  |                    |                    |
|  | Roumanie                             | 25                                   |          | Roumanie                           | 31                                 |                              |    |  |                          |                          |  |  |                    |                    |
|  | Roumanie                             | 25                                   |          | Roumanie                           | 31                                 |                              |    |  |                          |                          |  |  |                    |                    |

### Huitièmes de finale
| 13 décembre 2015 20 h 45 | Pays-Bas        | 36-20   | Serbie            | Næstved Arena, Næstved Affluence : 2 744 Arbitrage : Charlotte et Julie Bonaventura |
| 13 décembre 2015 20 h 45 | Lois Abbingh, 6 | (17-6)  | Katarina Krpež, 6 | Næstved Arena, Næstved Affluence : 2 744 Arbitrage : Charlotte et Julie Bonaventura |
| 13 décembre 2015 20 h 45 | ×3 ×6           | Rapport | ×3 ×4             | Næstved Arena, Næstved Affluence : 2 744 Arbitrage : Charlotte et Julie Bonaventura |

| 14 décembre 2015 17 h 45 | Espagne       | 21-22   | France               | Tre-For Arena, Kolding Affluence : 1 400 Arbitrage : Robert Schulze, Tobias Tönnies |
| 14 décembre 2015 17 h 45 | Nerea Pena, 7 | (12-9)  | Gnonsiane Niombla, 8 | Tre-For Arena, Kolding Affluence : 1 400 Arbitrage : Robert Schulze, Tobias Tönnies |
| 14 décembre 2015 17 h 45 | ×4 ×8 ×1      | Rapport | ×4 ×5                | Tre-For Arena, Kolding Affluence : 1 400 Arbitrage : Robert Schulze, Tobias Tönnies |

| 14 décembre 2015 18 h 00 | Pologne                  | 24-23   | Hongrie                           | Jyske Bank Boxen, Herning Affluence : 1 230 Arbitrage : Bojan Lah, David Sock |
| 14 décembre 2015 18 h 00 | Karolina Kudłacz-Gloc, 8 | (13-14) | Dóra Hornyák, Zita Szucsánszki, 5 | Jyske Bank Boxen, Herning Affluence : 1 230 Arbitrage : Bojan Lah, David Sock |
| 14 décembre 2015 18 h 00 | ×4 ×5                    | Rapport | ×4 ×1                             | Jyske Bank Boxen, Herning Affluence : 1 230 Arbitrage : Bojan Lah, David Sock |

| 14 décembre 2015 20 h 30 | Russie         | 30-25   | Corée du Sud  | Tre-For Arena, Kolding Affluence : 1 100 Arbitrage : Sebastián Lenci, Julian Lopez-Grillo |
| 14 décembre 2015 20 h 30 | Olga Levina, 6 | (16-13) | Lee Eun-bi, 7 | Tre-For Arena, Kolding Affluence : 1 100 Arbitrage : Sebastián Lenci, Julian Lopez-Grillo |
| 14 décembre 2015 20 h 30 | ×4 ×2          | Rapport | ×3 ×7         | Tre-For Arena, Kolding Affluence : 1 100 Arbitrage : Sebastián Lenci, Julian Lopez-Grillo |

| 13 décembre 2015 20 h 30 | Allemagne                     | 22-28   | Norvège       | Arena Nord, Frederikshaven Affluence : 1 348 Arbitrage : Peter Horvath, Balazs Marton |
| 13 décembre 2015 20 h 30 | Xenia Smits, Susann Müller, 7 | (10-15) | Heidi Loke, 9 | Arena Nord, Frederikshaven Affluence : 1 348 Arbitrage : Peter Horvath, Balazs Marton |
| 13 décembre 2015 20 h 30 | ×3 ×2                         | Rapport | ×3 ×2         | Arena Nord, Frederikshaven Affluence : 1 348 Arbitrage : Peter Horvath, Balazs Marton |

| 14 décembre 2015 20 h 45 | Monténégro           | 38-28   | Angola               | Jyske Bank Boxen, Herning Affluence : 1 230 Arbitrage : Koo Bon-Ok, Lee Se-Ok |
| 14 décembre 2015 20 h 45 | Jovanka Radičević, 9 | (19-13) | Natália Bernardo, 11 | Jyske Bank Boxen, Herning Affluence : 1 230 Arbitrage : Koo Bon-Ok, Lee Se-Ok |
| 14 décembre 2015 20 h 45 | ×3 ×9                | Rapport | ×2 ×3                | Jyske Bank Boxen, Herning Affluence : 1 230 Arbitrage : Koo Bon-Ok, Lee Se-Ok |

| 13 décembre 2015 20 h 45 | Danemark           | 26-19   | Suède           | Jyske Bank Boxen, Herning Affluence : 12 500 Arbitrage : Kjersti Arntsen, Guro Røen |
| 13 décembre 2015 20 h 45 | Stine Jørgensen, 6 | (15-7)  | Johanna Ahlm, 5 | Jyske Bank Boxen, Herning Affluence : 12 500 Arbitrage : Kjersti Arntsen, Guro Røen |
| 13 décembre 2015 20 h 45 | ×3 ×4              | Rapport | ×2 ×3           | Jyske Bank Boxen, Herning Affluence : 12 500 Arbitrage : Kjersti Arntsen, Guro Røen |

| 13 décembre 2015 20 h 30 | Brésil      | 22-25   | Roumanie            | Tre-For Arena, Kolding Affluence : 1 100 Arbitrage : Ignacio Garcia Serradilla, Andreu Marin Llorente |
| 13 décembre 2015 20 h 30 | Ana Belo, 5 | (8-13)  | Aurelia Brădeanu ,7 | Tre-For Arena, Kolding Affluence : 1 100 Arbitrage : Ignacio Garcia Serradilla, Andreu Marin Llorente |
| 13 décembre 2015 20 h 30 | ×3 ×4       | Rapport | ×2 ×4               | Tre-For Arena, Kolding Affluence : 1 100 Arbitrage : Ignacio Garcia Serradilla, Andreu Marin Llorente |

### Quarts de finale
| 16 décembre 2015 17h45 | Pays-Bas            | 28-25   | France            | Tre-For Arena, Kolding Affluence : 2 500 Arbitrage : Horvath Peter, Morton Balazs |
| 16 décembre 2015 17h45 | Estavana Polman, 10 | (15-12) | Allison Pineau, 8 | Tre-For Arena, Kolding Affluence : 2 500 Arbitrage : Horvath Peter, Morton Balazs |
| 16 décembre 2015 17h45 | ×2 ×5               | Rapport | ×2 ×4             | Tre-For Arena, Kolding Affluence : 2 500 Arbitrage : Horvath Peter, Morton Balazs |

| 16 décembre 2015 18h00 | Pologne              | 21-20   | Russie             | Jyske Bank Boxen, Herning Affluence : 8 000 Arbitrage : Kjersti Arntsen, Guro Røen |
| 16 décembre 2015 18h00 | Monika Kobylińska, 6 | (11-9)  | Anna Viakhireva, 5 | Jyske Bank Boxen, Herning Affluence : 8 000 Arbitrage : Kjersti Arntsen, Guro Røen |
| 16 décembre 2015 18h00 | ×3                   | Rapport | ×2 ×5              | Jyske Bank Boxen, Herning Affluence : 8 000 Arbitrage : Kjersti Arntsen, Guro Røen |

| 16 décembre 2015 20h30 | Norvège      | 26-25   | Monténégro                             | Tre-For Arena, Kolding Affluence : 2 800 Arbitrage : Lah Bojan, Sok David |
| 16 décembre 2015 20h30 | Nora Mørk, 8 | (13-11) | Majda Mehmedović, Jovanka Radičević, 6 | Tre-For Arena, Kolding Affluence : 2 800 Arbitrage : Lah Bojan, Sok David |
| 16 décembre 2015 20h30 | ×4 ×8        | Rapport | ×4 ×1                                  | Tre-For Arena, Kolding Affluence : 2 800 Arbitrage : Lah Bojan, Sok David |

| 16 décembre 2015 20h45 | Danemark          | 30-31   | Roumanie           | Jyske Bank Boxen, Herning Affluence : 12 500 Arbitrage : Charlotte et Julie Bonaventura |
| 16 décembre 2015 20h45 | Line Jørgensen, 6 | (10-13) | Cristina Neagu, 15 | Jyske Bank Boxen, Herning Affluence : 12 500 Arbitrage : Charlotte et Julie Bonaventura |
| 16 décembre 2015 20h45 | ×4 ×5             | Rapport | ×3 ×5              | Jyske Bank Boxen, Herning Affluence : 12 500 Arbitrage : Charlotte et Julie Bonaventura |

### Demi-finales
| 18 décembre 2015 18h00 | Pays-Bas          | 30-25   | Pologne                  | Jyske Bank Boxen, Herning Affluence : 9 500 Arbitrage : Antic Vanja, Jakovljevic Jelena |
| 18 décembre 2015 18h00 | Estavana Polman,8 | (15-8)  | Karolina Kudłacz-Gloc, 5 | Jyske Bank Boxen, Herning Affluence : 9 500 Arbitrage : Antic Vanja, Jakovljevic Jelena |
| 18 décembre 2015 18h00 | ×3 ×1             | Rapport | ×3 ×4                    | Jyske Bank Boxen, Herning Affluence : 9 500 Arbitrage : Antic Vanja, Jakovljevic Jelena |

| 18 décembre 2015 20h45 | Norvège      | 35-33   | Roumanie          | Jyske Bank Boxen, Herning Affluence : 10 200 Arbitrage : Lah Bojan, Sok David |
| 18 décembre 2015 20h45 | Nora Mørk, 8 | (17-14) | Cristina Neagu, 8 | Jyske Bank Boxen, Herning Affluence : 10 200 Arbitrage : Lah Bojan, Sok David |
| 18 décembre 2015 20h45 | ×3 ×4 ×1     | Rapport | ×4 ×6             | Jyske Bank Boxen, Herning Affluence : 10 200 Arbitrage : Lah Bojan, Sok David |

### Matchs pour la3eplace
| 20 décembre 2015 14h45 | Pologne         | 22-31   | Roumanie           | Jyske Bank Boxen, Herning Affluence : 11 000 Arbitrage : Kjersti Arntsen, Guro Røen |
| 20 décembre 2015 14h45 | Kinga Achruk, 6 | (8-15)  | Cristina Neagu, 10 | Jyske Bank Boxen, Herning Affluence : 11 000 Arbitrage : Kjersti Arntsen, Guro Røen |
| 20 décembre 2015 14h45 | ×3 ×2           | Rapport | ×3 ×7              | Jyske Bank Boxen, Herning Affluence : 11 000 Arbitrage : Kjersti Arntsen, Guro Røen |

### Finale
| 20 décembre 2015 17h15 | Pays-Bas           | 23 - 31 | Norvège           | Jyske Bank Boxen, Herning Affluence : 12 500 Arbitrage : Charlotte et Julie Bonaventura |
| 20 décembre 2015 17h15 | Estavana Polman, 8 | (9-20)  | Camilla Herrem, 7 | Jyske Bank Boxen, Herning Affluence : 12 500 Arbitrage : Charlotte et Julie Bonaventura |
| 20 décembre 2015 17h15 | ×3 ×4              | Rapport | ×3                | Jyske Bank Boxen, Herning Affluence : 12 500 Arbitrage : Charlotte et Julie Bonaventura |

| Pays-Bas | Norvège |

| Composition:    |     |    |                       |       |   |
|                 | GB  | 1  | Marieke van der Wal   | 1/9   |   |
|                 | GB  | 33 | Tess Wester           | 11/34 |   |
|                 | ARG | 5  | Jessy Kramer          | 0/0   |   |
|                 | ARD | 6  | Laura van der Heijden | 0/6   |   |
|                 | ALD | 7  | Debbie Bont           | 1/2   |   |
|                 | ARG | 8  | Lois Abbingh          | 0/4   |   |
|                 | ARD | 9  | Sanne van Olphen      | 3/8   |   |
|                 | P   | 10 | Danick Snelder        | 5/5   | • |
|                 | DC  | 11 | Lynn Knippenborg      | X     |   |
|                 | P   | 13 | Yvette Broch          | 0/3   |   |
|                 | DC  | 17 | Nycke Groot           | 3/7   | • |
|                 | ARG | 18 | Kelly Dulfer          | 0/0   |   |
|                 | ALG | 21 | Michelle Goos         | 1/2   |   |
|                 | ALG | 24 | Martine Smeets        | 2/3   |   |
|                 | ALD | 26 | Angela Malestein      | 0/4   |   |
|                 | DC  | 79 | Estavana Polman       | 8/14  |   |
| Sélectionneur : |     |    |                       |       |   |
| Henk Groener    |     |    |                       |       |   |

| 23/53 | Buts marqués            | 31/55 |
| 43,4% | % réussite              | 56,3% |
| 1/2   | Buts sur relance rapide | 7/8   |
| 4     | Fautes techniques       | 2     |
| 5     | Pertes de balle         | 7     |
| 12/43 | Arrêts                  | 23/46 |
| 27,9% | % d'arrêts              | 50%   |
| 2/2   | Jets de 7m              | 5/7   |
| 8 min | Suspensions             | 6 min |
| 3     | Cartons jaunes          | 3     |

| Composition:       |         |    |                        |       |   |
|                    | GB      | 1  | Kari Aalvik Grimsbø    | 23/45 |   |
|                    | GB      | 12 | Silje Solberg          | 0/1   |   |
|                    | ARG     | 2  | Mari Molid             | 0/2   |   |
|                    | DC      | 4  | Veronica Kristiansen   | 2/4   |   |
|                    | ARG     | 5  | Ida Alstad             | 4/5   | • |
|                    | P       | 6  | Heidi Løke             | 6/7   |   |
|                    | ALD     | 7  | Stine Skogrand         | 3/5   |   |
|                    | ARD     | 9  | Nora Mørk              | 1/6   |   |
|                    | DC      | 10 | Stine Bredal Oftedal   | 3/7   |   |
|                    | ARD     | 15 | Linn Jørum Sulland     | 1/4   |   |
|                    | P       | 17 | Pernille Bjørseth Wibe | 1/1   |   |
|                    | ARG     | 21 | Betina Riegelhuth      | 0/0   |   |
|                    | ARG/ALG | 22 | Amanda Kurtovic        | 2/4   |   |
|                    | ALG     | 23 | Camilla Herrem         | 7/9   |   |
|                    | ALG     | 24 | Sanna Solberg          | 0/0   |   |
|                    | DC      | 26 | Marta Tomac            | 1/1   |   |
| Sélectionneur :    |         |    |                        |       |   |
| Thorir Hergeirsson |         |    |                        |       |   |

| Composition:    |     |    |                       |       |   |
|                 | GB  | 1  | Marieke van der Wal   | 1/9   |   |
|                 | GB  | 33 | Tess Wester           | 11/34 |   |
|                 | ARG | 5  | Jessy Kramer          | 0/0   |   |
|                 | ARD | 6  | Laura van der Heijden | 0/6   |   |
|                 | ALD | 7  | Debbie Bont           | 1/2   |   |
|                 | ARG | 8  | Lois Abbingh          | 0/4   |   |
|                 | ARD | 9  | Sanne van Olphen      | 3/8   |   |
|                 | P   | 10 | Danick Snelder        | 5/5   | • |
|                 | DC  | 11 | Lynn Knippenborg      | X     |   |
|                 | P   | 13 | Yvette Broch          | 0/3   |   |
|                 | DC  | 17 | Nycke Groot           | 3/7   | • |
|                 | ARG | 18 | Kelly Dulfer          | 0/0   |   |
|                 | ALG | 21 | Michelle Goos         | 1/2   |   |
|                 | ALG | 24 | Martine Smeets        | 2/3   |   |
|                 | ALD | 26 | Angela Malestein      | 0/4   |   |
|                 | DC  | 79 | Estavana Polman       | 8/14  |   |
| Sélectionneur : |     |    |                       |       |   |
| Henk Groener    |     |    |                       |       |   |

| 23/53 | Buts marqués            | 31/55 |
| 43,4% | % réussite              | 56,3% |
| 1/2   | Buts sur relance rapide | 7/8   |
| 4     | Fautes techniques       | 2     |
| 5     | Pertes de balle         | 7     |
| 12/43 | Arrêts                  | 23/46 |
| 27,9% | % d'arrêts              | 50%   |
| 2/2   | Jets de 7m              | 5/7   |
| 8 min | Suspensions             | 6 min |
| 3     | Cartons jaunes          | 3     |

| Composition:       |         |    |                        |       |   |
|                    | GB      | 1  | Kari Aalvik Grimsbø    | 23/45 |   |
|                    | GB      | 12 | Silje Solberg          | 0/1   |   |
|                    | ARG     | 2  | Mari Molid             | 0/2   |   |
|                    | DC      | 4  | Veronica Kristiansen   | 2/4   |   |
|                    | ARG     | 5  | Ida Alstad             | 4/5   | • |
|                    | P       | 6  | Heidi Løke             | 6/7   |   |
|                    | ALD     | 7  | Stine Skogrand         | 3/5   |   |
|                    | ARD     | 9  | Nora Mørk              | 1/6   |   |
|                    | DC      | 10 | Stine Bredal Oftedal   | 3/7   |   |
|                    | ARD     | 15 | Linn Jørum Sulland     | 1/4   |   |
|                    | P       | 17 | Pernille Bjørseth Wibe | 1/1   |   |
|                    | ARG     | 21 | Betina Riegelhuth      | 0/0   |   |
|                    | ARG/ALG | 22 | Amanda Kurtovic        | 2/4   |   |
|                    | ALG     | 23 | Camilla Herrem         | 7/9   |   |
|                    | ALG     | 24 | Sanna Solberg          | 0/0   |   |
|                    | DC      | 26 | Marta Tomac            | 1/1   |   |
| Sélectionneur :    |         |    |                        |       |   |
| Thorir Hergeirsson |         |    |                        |       |   |

| → Légende: ALD: Ailier droit, ALG: Ailier gauche, ARD: Arrière droit, ARG: Arrière gauche, DC: Demi-centre, GB: Gardien de but, P: Pivot, X: n'a pas joué |

| Joueuse du match : Kari Aalvik Grimsbø |

## Matchs de classement 5 à 8
|  | Demi-finales de classement | Demi-finales de classement |                        |    | Match pour la 5e place | Match pour la 5e place |
|  | Demi-finales de classement | Demi-finales de classement |                        |    | Match pour la 5e place | Match pour la 5e place |
|  |                            |                            |                        |    |                        |                        |
|  | 18 décembre                | 18 décembre                |                        |    | 20 décembre            | 20 décembre            |
|  | 18 décembre                | 18 décembre                |                        |    | 20 décembre            | 20 décembre            |
|  | France                     | 25                         |                        |    | 20 décembre            | 20 décembre            |
|  | France                     | 25                         |                        |    | 20 décembre            | 20 décembre            |
|  | Russie                     | 31                         |                        |    | 20 décembre            | 20 décembre            |
|  | Russie                     | 31                         | Russie                 | 25 |                        |                        |
|  | 18 décembre                |                            | Russie                 | 25 |                        |                        |
|  |                            | Danemark                   | 21                     |    |                        |                        |
|  | Monténégro                 | Danemark                   | 21                     | 20 |                        |                        |
|  | Monténégro                 |                            |                        | 20 |                        |                        |
|  | Danemark                   | 28                         |                        |    |                        |                        |
|  | Danemark                   | 28                         | Match pour la 7e place |    |                        |                        |
|  |                            |                            |                        |    |                        |                        |
|  | 20 décembre                |                            |                        |    |                        |                        |
|  |                            |                            |                        |    |                        |                        |
|  | France                     | 34                         |                        |    |                        |                        |
|  | France                     | 34                         |                        |    |                        |                        |
|  | Monténégro                 | 23                         |                        |    |                        |                        |
|  | Monténégro                 | 23                         |                        |    |                        |                        |

### Demi-finales de classement
| 18 décembre 2015 13h00 | France         | 25-31  | Russie             | Jyske Bank Boxen, Herning Affluence : 3 500 Arbitrage : Koo Bon-Ok, Lee See-Ok |
| 18 décembre 2015 13h00 | Grâce Zaadi, 6 | (8-15) | Anna Viakhireva, 6 | Jyske Bank Boxen, Herning Affluence : 3 500 Arbitrage : Koo Bon-Ok, Lee See-Ok |
| 18 décembre 2015 13h00 | ×3 ×7 ×1       |        | ×2 ×9              | Jyske Bank Boxen, Herning Affluence : 3 500 Arbitrage : Koo Bon-Ok, Lee See-Ok |

| 18 décembre 2015 15h30 | Monténégro                            | 20-28   | Danemark           | Jyske Bank Boxen, Herning Affluence : 9 500 Arbitrage : Horvath Peter, Marton Balazs |
| 18 décembre 2015 15h30 | Jovanka Radičević, Milena Raičević, 4 | (11-15) | Stine Jørgensen, 8 | Jyske Bank Boxen, Herning Affluence : 9 500 Arbitrage : Horvath Peter, Marton Balazs |
| 18 décembre 2015 15h30 | ×3 ×2                                 |         | ×3 ×4              | Jyske Bank Boxen, Herning Affluence : 9 500 Arbitrage : Horvath Peter, Marton Balazs |

### Match pour la septième place
| 20 décembre 2015 09h45 | France                            | 35-24   | Monténégro           | Jyske Bank Boxen, Herning Affluence : 1 000 Arbitrage : Robert Schulze, Tobias Tönnies |
| 20 décembre 2015 09h45 | Camille Ayglon, Siraba Dembélé, 7 | (20-13) | Jovanka Radičević, 7 | Jyske Bank Boxen, Herning Affluence : 1 000 Arbitrage : Robert Schulze, Tobias Tönnies |
| 20 décembre 2015 09h45 | ×3 ×4                             |         | ×3 ×4                | Jyske Bank Boxen, Herning Affluence : 1 000 Arbitrage : Robert Schulze, Tobias Tönnies |

### Match pour la cinquième place
| 20 décembre 2015 12h15 | Russie             | 25-21   | Danemark           | Jyske Bank Boxen, Herning Affluence : 9 000 Arbitrage : Lah Bojan, Sok David |
| 20 décembre 2015 12h15 | Anna Viakhireva, 7 | (12-16) | Stine Jørgensen, 7 | Jyske Bank Boxen, Herning Affluence : 9 000 Arbitrage : Lah Bojan, Sok David |
| 20 décembre 2015 12h15 | ×2 ×3              |         | ×3 ×5              | Jyske Bank Boxen, Herning Affluence : 9 000 Arbitrage : Lah Bojan, Sok David |

## Coupe du Président
Cette coupe voit d'une part les cinquièmes des poules s'affronter en demi-finale et finale pour les places de 17 à 20 et, d'autre part, les sixièmes pour les places de 21 à 24.

### Places de17eà20e
|  | Demi-finales de classement | Demi-finales de classement |                         |    | Match pour la 17e place | Match pour la 17e place |
|  | Demi-finales de classement | Demi-finales de classement |                         |    | Match pour la 17e place | Match pour la 17e place |
|  |                            |                            |                         |    |                         |                         |
|  | 13 décembre                | 13 décembre                |                         |    | 14 décembre             | 14 décembre             |
|  | 13 décembre                | 13 décembre                |                         |    | 14 décembre             | 14 décembre             |
|  | Japon                      | 24                         |                         |    | 14 décembre             | 14 décembre             |
|  | Japon                      | 24                         |                         |    | 14 décembre             | 14 décembre             |
|  | Chine                      | 29                         |                         |    | 14 décembre             | 14 décembre             |
|  | Chine                      | 29                         | Chine                   | 35 |                         |                         |
|  | 13 décembre                |                            | Chine                   | 35 |                         |                         |
|  |                            | Argentine                  | 27                      |    |                         |                         |
|  | Argentine                  | Argentine                  | 27                      | 28 |                         |                         |
|  | Argentine                  |                            |                         | 28 |                         |                         |
|  | Porto Rico                 | 14                         |                         |    |                         |                         |
|  | Porto Rico                 | 14                         | Match pour la 19e place |    |                         |                         |
|  |                            |                            |                         |    |                         |                         |
|  | 14 décembre                |                            |                         |    |                         |                         |
|  |                            |                            |                         |    |                         |                         |
|  | Japon                      | 44                         |                         |    |                         |                         |
|  | Japon                      | 44                         |                         |    |                         |                         |
|  | Porto Rico                 | 15                         |                         |    |                         |                         |
|  | Porto Rico                 | 15                         |                         |    |                         |                         |

### Places de21eà24e
|  | Demi-finales de classement | Demi-finales de classement |                         |    | Match pour la 21e place | Match pour la 21e place |
|  | Demi-finales de classement | Demi-finales de classement |                         |    | Match pour la 21e place | Match pour la 21e place |
|  |                            |                            |                         |    |                         |                         |
|  | 13 décembre                | 13 décembre                |                         |    | 14 décembre             | 14 décembre             |
|  | 13 décembre                | 13 décembre                |                         |    | 14 décembre             | 14 décembre             |
|  | Tunisie                    | 28                         |                         |    | 14 décembre             | 14 décembre             |
|  | Tunisie                    | 28                         |                         |    | 14 décembre             | 14 décembre             |
|  | Cuba                       | 24                         |                         |    | 14 décembre             | 14 décembre             |
|  | Cuba                       | 24                         | Tunisie                 | 39 |                         |                         |
|  | 13 décembre                |                            | Tunisie                 | 39 |                         |                         |
|  |                            | Kazakhstan                 | 23                      |    |                         |                         |
|  | RD Congo                   | Kazakhstan                 | 23                      | 30 |                         |                         |
|  | RD Congo                   |                            |                         | 30 |                         |                         |
|  | Kazakhstan                 | 31                         |                         |    |                         |                         |
|  | Kazakhstan                 | 31                         | Match pour la 23e place |    |                         |                         |
|  |                            |                            |                         |    |                         |                         |
|  | 14 décembre                |                            |                         |    |                         |                         |
|  |                            |                            |                         |    |                         |                         |
|  | Cuba                       | 29                         |                         |    |                         |                         |
|  | Cuba                       | 29                         |                         |    |                         |                         |
|  | RD Congo                   | 19                         |                         |    |                         |                         |
|  | RD Congo                   | 19                         |                         |    |                         |                         |

## Classement final
| Rang                      | Équipe       | J | G | N | P | Bp  | Bc  | Diff |
| ------------------------- | ------------ | - | - | - | - | --- | --- | ---- |
| Médaille d'or, monde      | Norvège      | 9 | 8 | 0 | 1 | 279 | 209 | +70  |
| Médaille d'argent, monde  | Pays-Bas     | 9 | 7 | 1 | 1 | 300 | 222 | +78  |
| Médaille de bronze, monde | Roumanie     | 9 | 5 | 0 | 4 | 270 | 225 | +45  |
| 4e                        | Pologne      | 9 | 5 | 0 | 4 | 227 | 239 | -12  |
|                           |              |   |   |   |   |     |     |      |
| 5e                        | Russie       | 9 | 8 | 0 | 1 | 277 | 207 | +70  |
| 6e                        | Danemark     | 9 | 5 | 0 | 4 | 241 | 206 | +35  |
| 7e                        | France       | 9 | 5 | 1 | 3 | 227 | 194 | +33  |
| 8e                        | Monténégro   | 9 | 5 | 1 | 3 | 255 | 229 | +26  |
|                           |              |   |   |   |   |     |     |      |
| 9e                        | Suède        | 6 | 4 | 1 | 1 | 211 | 160 | +51  |
| 10e                       | Brésil       | 6 | 4 | 1 | 1 | 140 | 120 | +20  |
| 11e                       | Hongrie      | 6 | 4 | 0 | 2 | 169 | 145 | +24  |
| 12e                       | Espagne      | 6 | 3 | 0 | 3 | 169 | 120 | +49  |
| 13e                       | Allemagne    | 6 | 3 | 0 | 3 | 173 | 142 | +31  |
| 14e                       | Corée du Sud | 6 | 2 | 2 | 2 | 163 | 155 | +8   |
| 15e                       | Serbie       | 6 | 2 | 1 | 3 | 164 | 168 | -4   |
| 16e                       | Angola       | 6 | 2 | 0 | 4 | 172 | 193 | -21  |
|                           |              |   |   |   |   |     |     |      |
| 17e                       | Chine        | 7 | 3 | 0 | 4 | 205 | 231 | -26  |
| 18e                       | Argentine    | 7 | 2 | 0 | 5 | 153 | 169 | -16  |
| 19e                       | Japon        | 7 | 2 | 0 | 5 | 176 | 128 | +48  |
| 20e                       | Porto Rico   | 7 | 1 | 0 | 6 | 117 | 269 | -152 |
| 21e                       | Tunisie      | 7 | 2 | 0 | 5 | 176 | 229 | -53  |
| 22e                       | Kazakhstan   | 7 | 1 | 0 | 6 | 149 | 248 | -99  |
| 23e                       | Cuba         | 7 | 1 | 0 | 6 | 176 | 245 | -69  |
| 24e                       | RD Congo     | 7 | 0 | 0 | 7 | 127 | 210 | -83  |

En gras, les meilleures attaques et défenses. En italique, les égalités.
La Norvège est ainsi directement qualifiée pour les Jeux olympiques de Rio en 2016 et le Championnat du monde 2017. Les équipes classées de la 2e à la 7e place obtiennent le droit de participer aux Tournois de qualification olympiques (TQO).

## Statistiques et récompenses

### Équipe-type
| Wester Ardean Løke Radičević Neagu Oftedal Mørk Meilleure joueuse : Neagu Meilleure buteuse : Neagu (63 buts)               |
| Équipe-type du championnat du monde féminin 2015                                                                            |
| · Wester · Ardean · Løke · Radičević · Neagu · Oftedal · Mørk Meilleure joueuse : Neagu Meilleure buteuse : Neagu (63 buts) |

L'équipe-type du tournoi est composée des joueuses suivantes :
- meilleure joueuse : Cristina Neagu  Roumanie
- meilleure gardienne : Tess Wester  Pays-Bas
- meilleure ailière droite : Jovanka Radičević  Monténégro
- meilleure arrière droite : Nora Mørk  Norvège
- meilleure demi-centre : Stine Bredal Oftedal  Norvège
- meilleure pivot : Heidi Løke  Norvège
- meilleure arrière gauche : Cristina Neagu  Roumanie
- meilleure ailière gauche : Valentina Ardean Elisei  Roumanie

Une équipe type des meilleures jeunes joueuses (jusqu'à 22 ans) est également désignée :
- meilleure gardienne : Laura Glauser  France
- meilleure ailière droite : Anna Viakhireva  Russie
- meilleure arrière droite : Monika Kobylińska  Pologne
- meilleure demi-centre : Eliza Buceschi  Roumanie
- meilleure pivot : Ru Qiao  Chine
- meilleure arrière gauche : Anne Mette Hansen  Danemark
- meilleure ailière gauche : Livia Veranes  Cuba

### Statistiques individuelles
| Rang | Joueuse               | Équipe     | Buts | Tirs | %  | MJ | Moy. |
| ---- | --------------------- | ---------- | ---- | ---- | -- | -- | ---- |
| 1    | Cristina Neagu        | Roumanie   | 63   | 104  | 61 | 9  | 7    |
| 2    | Jovanka Radičević     | Monténégro | 60   | 85   | 71 | 9  | 6,7  |
| 3    | Anna Viakhireva       | Russie     | 52   | 76   | 68 | 9  | 5,8  |
| 3    | Karolina Kudłacz-Gloc | Pologne    | 52   | 82   | 63 | 9  | 5,8  |
| 5    | Estavana Polman       | Pays-Bas   | 51   | 86   | 59 | 9  | 5,7  |
| 6    | Katarina Bulatović    | Monténégro | 49   | 80   | 61 | 9  | 5,4  |
| 7    | Stine Jørgensen       | Danemark   | 48   | 75   | 64 | 9  | 5,3  |
| 8    | Christianne Mwasesa   | RD Congo   | 45   | 87   | 52 | 7  | 6,4  |
| 9    | Nora Mørk             | Norvège    | 44   | 76   | 58 | 9  | 4,9  |
| 10   | Natália Bernardo      | Angola     | 43   | 60   | 72 | 6  | 7,2  |
| 10   | Mouna Chebbah         | Tunisie    | 43   | 80   | 54 | 7  | 6,1  |

| Position | Nom                  | Équipe    | %    | Arrêts | Tirs | MJ | Moy. |
| -------- | -------------------- | --------- | ---- | ------ | ---- | -- | ---- |
| 1        | Tess Wester          | Pays-Bas  | 43,3 | 120    | 277  | 9  | 13,3 |
| 2        | Darly Zoqbi de Paula | Espagne   | 42,4 | 28     | 66   | 6  | 4,7  |
| 3        | Rikke Poulsen        | Danemark  | 40,9 | 76     | 186  | 9  | 8,4  |
| 4        | Kari Aalvik Grimsbø  | Norvège   | 39,8 | 80     | 201  | 9  | 8,9  |
| 5        | Filippa Idéhn        | Suède     | 39,2 | 40     | 102  | 6  | 6,7  |
| 6        | Johanna Bundsen      | Suède     | 38,6 | 56     | 145  | 6  | 9,3  |
| 7        | Mayssa Pessoa        | Brésil    | 37,8 | 28     | 74   | 6  | 4,7  |
| 8        | Silje Solberg        | Norvège   | 37,7 | 52     | 138  | 9  | 5,8  |
| 9        | Laura Glauser        | France    | 36,3 | 41     | 113  | 9  | 4,6  |
| 10       | Katja Kramarczyk     | Allemagne | 36,1 | 56     | 155  | 6  | 9,3  |

### Statistiques collectives
| Statistique         | TOP 8 : 9 matchs joués (buts/match) | TOP 8 : 9 matchs joués (buts/match) | Hors TOP 8 : moins de 9 matchs (buts/match) | Hors TOP 8 : moins de 9 matchs (buts/match) |
| ------------------- | ----------------------------------- | ----------------------------------- | ------------------------------------------- | ------------------------------------------- |
| Meilleure attaque   | Pays-Bas                            | 33,3                                | Suède                                       | 35,2 (6 matchs)                             |
| Moins bonne attaque | Pologne et France                   | 25,2                                | Porto Rico                                  | 16,7 (7 matchs)                             |
| Meilleure défense   | France                              | 21,6                                | Japon                                       | 18,3 (7 matchs)                             |
| Moins bonne défense | Pologne                             | 26,6                                | Porto Rico                                  | 38,4 (7 matchs)                             |

| Statistique                                                    | Buts | Match concerné                              |
| -------------------------------------------------------------- | ---- | ------------------------------------------- |
| Plus grand nombre de buts inscrits par une équipe sur un match | 49   | Cuba 25 - 49 Suède (le 05/12/2015)          |
| Plus petit nombre de buts inscrits par une équipe sur un match | 10   | Espagne 31 - 10 Kazakhstan (le 11/12/2015)  |
| Plus grande différence de buts sur un match                    | 33   | Roumanie 47 - 14 Porto Rico (le 05/12/2015) |